# جسيم افتراضي
جسيم افتراضي في ميكانيكا الكم (بالإنجليزية: Virtual particle) أو مجازي في الفيزياء هو جسيم ينشأ خلال فترة قصيرة جدا من الزمن في موقع ما، تتصف طبيعته بعدم التأكد في مقدار طاقته أو كمية حركته طبقا لمبدأ عدم التأكد للعالم هايزنبرج. حيث أن طاقة أو كمية حركة جسيم عبارة عن دالة للموضع والزمان طبقا لمكيكانيكا الكم .
وتتبع الجسيمات المجازية القوانين الطبيعية مثل قوانين الانحفاظ . وإذا استطعنا رؤية جسيم فلا يمكن وصفه بأنه جسيم مجازي لأن الأجسام المجازية لا تُرى . ويفترض أن الجسيم المجازي عبارة عن كم (quanta) يصف مجالاً للتآثر لا يمكن وصفه من خلال جسيمات حقيقية . ومثال على ذلك المجال الكهربائي الثابت أو المجال المغناطيسي الذين لهما تأثير من مكان إلى مكان.

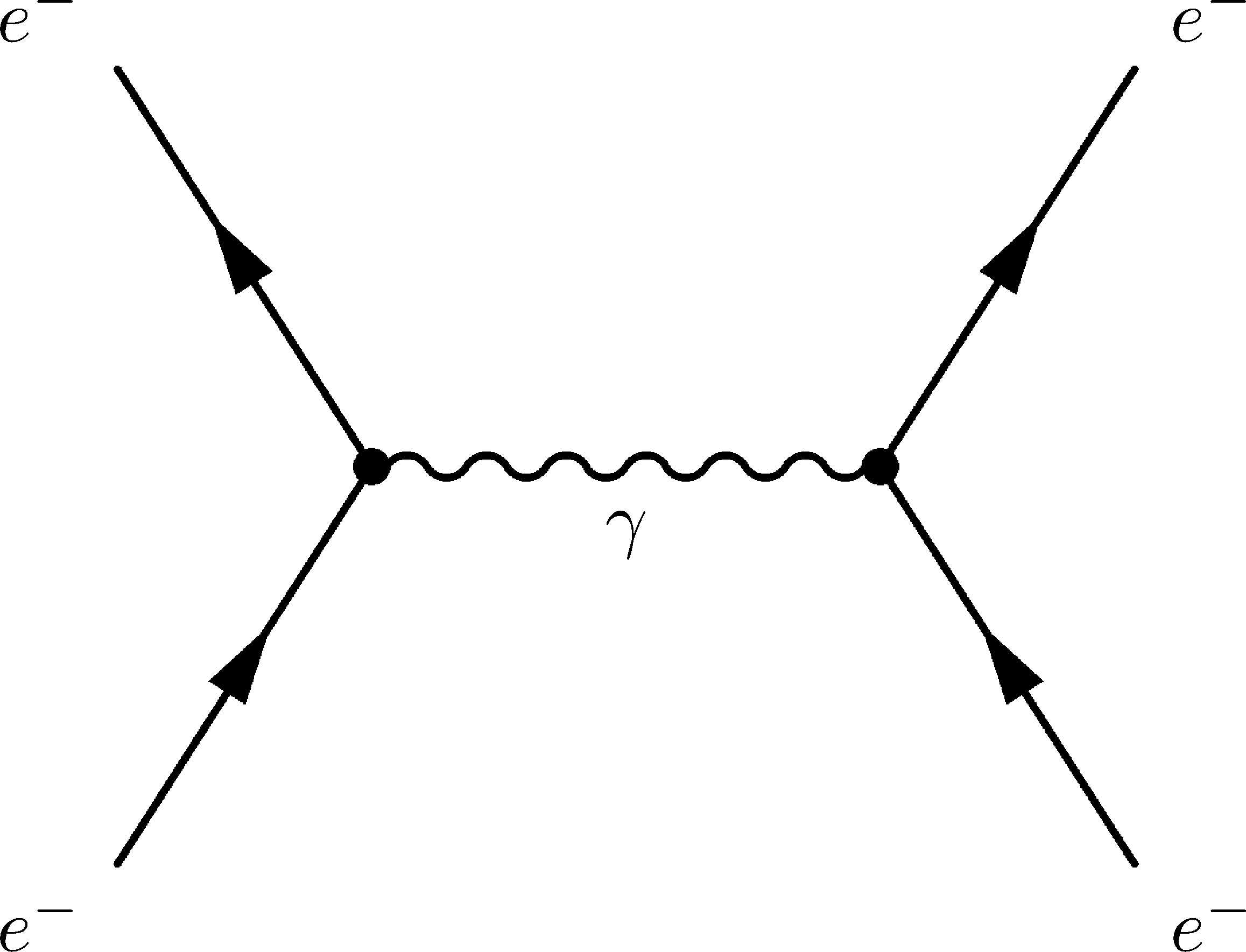
توضيح تصادم إلكترونين طبقا لوصف فاينمان.

وبأخذ الرسم البياني لريتشارد فاينمان الذي يستخدم كثيرا لوصف تآثر الجسيمات في الاعتبار، وهو يمثل هنا اصطدام اثنين من الإلكترونات وتشتتهما . تمثل الخطوط المستقيمة مساري الإلكترونين قبل وبعد التصادم ، كما يمثل الخط المتعرج بينهما فوتونا مجازيا يقوم بتوصيل التآثر الكهرومغناطيسي بينهما.
وفي إطار هذا التمثيل لعملية الاصطدام تحت تأثير شحنتي الإلكترونين، يمكن تصور وجود جسيم مجازي (أو فوتون مجازي) كحالة مؤقتة عمرها قصير جدا تظهر خلال التآثر وتنقل التأثير، ولكن لا يمكن رؤيتها من خارج النظام .